# Municipio de Smith (Dakota del Sur)
El municipio de Smith (en inglés: Smith Township) es un municipio ubicado en el condado de Brule en el estado estadounidense de Dakota del Sur. En el año 2010 tenía una población de 57 habitantes y una densidad poblacional de 0,61 personas por km².

## Geografía
El municipio de Smith se encuentra ubicado en las coordenadas 43°42′29″N 99°6′47″O / 43.70806, -99.11306. Según la Oficina del Censo de los Estados Unidos, el municipio tiene una superficie total de 92.95 km², de la cual 92,86 km² corresponden a tierra firme y (0,09 %) 0,09 km² es agua.

## Demografía
Según el censo de 2010, había 57 personas residiendo en el municipio de Smith. La densidad de población era de 0,61 hab./km². De los 57 habitantes, el municipio de Smith estaba compuesto por el 98,25 % blancos y el 1,75 % eran de una mezcla de razas. Del total de la población el 1,75 % eran hispanos o latinos de cualquier raza.